# Miniclip
O Miniclip é um Site da internet caracterizado pela hospedagem de jogos online, os quais se utilizam predominantemente das tecnologias flash, Shockwave, Unity e eventualmente em Java. É considerado um dos mais populares sites de sua categoria na web, estando em atividade desde 2001.

## Miniclip Players e Sketch Star
Também é possível o registro no miniclip, em que se pode fazer um YoMe (boneco) nosso, fazer amigos, conviver, ganhar medalhas, fazer animações, entrar em concursos ou desafiar jogadores.